# Josip Zornada
Josip Zornada (partizansko ime Frenk), slovenski častnik, * 25. september 1918 Trst, † 29. september 1944, Dolenje Otave.

## Življenje in delo
Po končani gimnaziji je na ljubljanski univerzi
šudiral gradbeništvo. V času študija je bil politično aktiven: sodeloval je v Slovenskem študentskem klubu in s primorskimi emigrantskimi organizacijami. Po okupaciji 1941 je postal organizator OF na ljubljanski univerzi. Fašisti so ga februarja 1942 aretirali, julija istega leta pa se je po pobegu iz zaporniškega oddelka bolnišnice priključil NOB. V partizanih je bil med drugim politični komisar bataljona v Tomšičevi in Cankarjevi brigadi, politični komisar Cankarjeve brigade, načelnik odseka Glavnega štaba NOV in POS ter politični komisar v 18. diviziji in 7. korpusu. Ranjenega so zajeli domobranci in ga ubili.